# Естонска крона
Вижте пояснителната страница за други значения на крона.
Естонската крона (на естонски: kroon) е бившата валута на Естония от 1928 до 1940 и от 1992 до 2010. Дели се от 100 цента. Международният код в системата ISO 4217 е EEK.

## История

### Първа крона
През 20-те години се наблюдава бърза инфлация на естонската марка и изчерпване на златните резерви на Естония. Решено е да се въведе нова валута – крона, в съотношение 1 крона = 100 марки. За първи път кроната е използвана във външната търговия през 1924 г. (наречена „златна крона“) и е пусната в парично обращение на 1 януари 1928 г. Благодарение на чуждестранен заем стойността на естонската крона е определена на 100/248 g чисто злато и до 1933 г. е твърдо обвързана с британския паунд. От 1933 г. е въведен плаващ обменен курс на естонската крона.
Всички банкноти в естонски крони са проектирани от Гюнтер Рейндорф. Печатът се извършва в Талин в държавната печатница. Тъй като производството на нови банкноти е забавено, на 1 януари 1928 г. са пуснати в обращение банкноти от 100 марки с надпечатка „ÜKS KROON“ (ЕДНА КРОНА) в черешов цвят. До 1931 г. отпечатаните знаци са премахнати. През септември 1928 г. банкнотата от 10 крони е пусната в обращение, последвана от банкнотите от 5, 20, 50 и 100 крони.
Естонската крона е разделена на 100 цента. Монетите са издадени в 1, 2, 5, 10, 25 (до 1935 г.), 20 (от 1935 г.) и 50 цента и в 1 и 2 крони. По закон монетите от 1 и 2 крони трябва да съдържат сребро (издания от 1930, 1932 и 1933 г.), но през 1934 г. законът е изменен, за да отмени това изискване и монетите от 1 крона от 1934 г. вече са произведени от месинг.
След като Естония е включена в СССР през 1940 г., естонската крона остава в обращение за известно време, като постепенно от 25 ноември 1940 г. е заменена от съветската рубла в съотношение 1 рубла = 0,8 естонски крони. На 25 март 1941 г. кроната е обявена за невалидна и окончателно изтеглена от обращение.

### Втора крона
Втората естонска крона е издадена на 20 юни 1992 г. Обменът на съветски рубли за корони се извършва в съотношение 1 крона = 10 рубли. От 1 септември 1992 г. до 31 декември 2010 г. естонската крона е единственото законно платежно средство на територията на Република Естония. В обращение са били банкноти от 1, 2, 5, 10, 25, 50, 100 и 500 крони, както и монети от 5, 10, 20, 50 цента и 1 и 5 крони. За поддържане на обменния курс на националната валута в Естония се използва режимът на валутния борд, при който естонската крона е фиксирана към германската марка в съотношение 8 крони = 1 марка. След като Германия преминава към еврото, официалният курс на кроната е фиксиран към общата европейска валута (15,6466 крони = 1 евро).
На 1 януари 2011 г. еврото става официално платежно средство в Естония.

## Преход към еврото
Преходът към еврото, в съответствие с плана на естонското правителство, актуализиран през юни 2009 г., се състоя на 1 януари 2011 г. Първоначално въвеждането на еврото бе планирано за 2007 г., но това не се случи поради факта, че инфлацията в Естония не отговаряше на критериите от Маастрихт по това време. На 12 май 2010 г. Европейската комисия прави официално предложение Естония да се присъедини към еврозоната, тъй като страната към този момент е изпълнила всички необходими условия за преход към еврото. Окончателното решение за приемането на Естония в еврозоната е одобрено на 8 юни 2010 г. на среща на финансовите министри на 16 държави от еврозоната. Одобрен е също фиксиран обменен курс в съотношение 15,6466 естонски крони за 1 евро.
На 1 декември 2010 г. започва официалната размяна на естонски крони за евро. Първите, които започват да приемат общата европейска валута за плащане, са някои обекти на туризма и хотелиерството, чиито собственици намират за удобно правене на бизнес. От 1 януари до 14 януари 2011 г. едновременно еврото и кроните са законно платежно средство, след което Естония напълно преминава към евро.